# L'esoterismo di Dante
L'esoterismo di Dante (L'ésotérisme de Dante) è un saggio pubblicato nel 1925 da René Guénon, nel quale questi sostiene che Dante Alighieri sarebbe stato membro di un ordine iniziatico e che, scrivendo la Divina Commedia, avrebbe voluto lasciare ai lettori della sua opera un messaggio dottrinale nascosto nei versi.
Il messaggio nascosto nel poema sarebbe ricco di parallelismi massonici ed ermetici e come tale potrebbe essere letto e capito solo dagli iniziati, che disporrebbero delle giuste chiavi di lettura dei testi sacri ed antichi.
A partire dai versi dell'Inferno, O voi ch'avete li 'ntelletti sani, mirate la dottrina che s'asconde sotto 'l velame de li versi stranil'autore ritiene che coloro che posseggono li 'ntelletti sani sarebbero gli "iniziati", i quali potrebbero scoprire la dottrina insita sotto il velame del poema.
Guénon sostiene che le tre cantiche della Divina Commedia rappresenterebbero un percorso iniziatico: l'Inferno rappresenterebbe il mondo profano, ovvero abitato da persone che non avrebbero ricevuto l'iniziazione; il Purgatorio riferirebbe le prove iniziatiche ed il Paradiso sarebbe la residenza degli "illuminati".
Nel "regno degli illuminati" Dante citò i Principi celesti, che sarebbero identificabili con uno dei gradi della Massoneria scozzese, e il grado di "Scozzese trinitario" sarebbe riferito al numero tre, ricorrente nel poema dantesco e riferito alla Trinità.
Lo stesso numero tre comparirebbe inoltre ripetutamente nel percorso iniziatico: tre sono i principi massonici (libertà, uguaglianza e fratellanza), tre le virtù teologiche (fede, speranza e carità) e tre gli elementi alchemici (zolfo, mercurio e sale), necessari per creare la "Grande Opera".
Guénon sottolineava inoltre che il viaggio di Dante attraverso i mondi o cicli cosmici avviene durante la settimana santa, cioè nel momento dell'anno liturgico che corrisponde all'equinozio di primavera, il periodo riservato alle iniziazioni dei Catari.